# Félix Varela
Félix Varela y Morales, Padre Varela ("Fader Varela"), född  20 november 1788 i Havanna, Kuba, död 25 februari 1853 i San Agustín, Florida, USA,  var en kubansk präst, lärare, författare, filosof och politiker. Han spelade en viktig roll i Kubas intellektuella, politiska och religiösa liv under första hälften av 1800-talet.
Varela anses vara en av grundarna till den kubanska nationen.